# مارك أورتنر
مارك أورتنر (بالألمانية: Marc Ortner)‏ هو لاعب كرة قدم نمساوي في مركز الدفاع، ولد في 17 مارس 1998. لعب مع نادي كلاغنفورت.

## وصلات خارجية
- مارك أورتنر على موقع قاعدة بيانات كرة القدم.إي يو (الإنجليزية)
- مارك أورتنر على موقع Soccerway.com (الإنجليزية)
- مارك أورتنر على موقع عالم كرة القدم.نت (الإنجليزية)